# Karl Heilmann (Politiker)
Karl Heilmann (* 1900 in Fechenbach; † 17. April 1951 in Weiden i.d.OPf.) war ein deutscher Kommunalpolitiker (CSU).

## Wirken
Heilmann war gelernter Steinmetz, dann bis 1937 Pächter der Gastwirtschaft im Josefshaus in Weiden.
Nach der Stadtratswahl 1946 übernahm er den Fraktionsvorsitz seiner Partei im Weidener Stadtrat. Vom 1. Juli 1948 bis zu seinem frühen Tod war er Oberbürgermeister von Weiden. Unter dem Eindruck der Flüchtlingssituation in den Nachkriegsjahren förderte er den Wohnungsbau. Auf die Initiative des Stadtpfarrers Karl Käß genehmigte er 1949 die Nutzung einer Baracke in Fichtenbühl als Notkirche. Am 17. November 1949 unterschrieb er den Beschluss zur Gründung einer Förderschule, der heutigen Stötznerschule.

## Ehrungen
Der Straßenring um einen während seiner Amtszeit errichteten Wohnkomplex trägt heute den Namen Karl-Heilmann-Block.